# Lijst van voetbalinterlands Guatemala - Saint Vincent en de Grenadines
Deze lijst van voetbalinterlands is een overzicht van alle officiële voetbalwedstrijden tussen de nationale teams van Guatemala en Saint Vincent en de Grenadines. De landen speelden tot op heden zes keer tegen elkaar, te beginnen met een groepswedstrijd tijdens de CONCACAF Gold Cup 1996 in Anaheim (Verenigde Staten) op 16 januari 1996. Het laatste duel, een kwalificatiewedstrijd voor het Wereldkampioenschap voetbal 2022, vond plaats op 4 juni 2021 in Guatemala-Stad.

## Wedstrijden
| № | Plaats         | Datum            | Competitie             | Wedstrijd                           | Uitslag |
| - | -------------- | ---------------- | ---------------------- | ----------------------------------- | ------- |
| 1 | Anaheim        | 16 januari 1996  | CONCACAF Gold Cup 1996 | St. Vincent en de Gren. – Guatemala | 0 – 3   |
| 2 | Guatemala-Stad | 2 september 2011 | WK 2014 kwalificatie   | Guatemala – St. Vincent en de Gren. | 4 – 0   |
| 3 | Kingstown      | 7 oktober 2011   | WK 2014 kwalificatie   | St. Vincent en de Gren. – Guatemala | 0 – 3   |
| 4 | Kingstown      | 17 november 2015 | WK 2018 kwalificatie   | St. Vincent en de Gren. − Guatemala | 0 − 4   |
| 5 | Guatemala-Stad | 6 september 2016 | WK 2018 kwalificatie   | Guatemala − St. Vincent en de Gren. | 9 − 3   |
| 6 | Guatemala-Stad | 4 juni 2021      | WK 2022 kwalificatie   | Guatemala − St. Vincent en de Gren. | 10 − 0  |

## Samenvatting
| Competitie        | Totaal gespeeld | Winst Guatemala | Gelijk | Winst St. Vincent en de Gren. | Doelsaldo Guatemala – St. Vincent en de Gren. |
| ----------------- | --------------- | --------------- | ------ | ----------------------------- | --------------------------------------------- |
| WK-kwalificatie   | 5               | 5               | 0      | 0                             | 30 − 3                                        |
| CONCACAF Gold Cup | 1               | 1               | 0      | 0                             | 3 − 0                                         |
| Totaal            | 6               | 6               | 0      | 0                             | 33 − 3                                        |

FNFG · A-internationals · Selecties · Guatemalteeks vrouwenelftal
1920 – 1949 ·
1950 – 1969 ·
1970 – 1979 ·
1980 – 1989 ·
1990 – 1999 ·
2000 – 2009 ·
2010 – 2019 ·
2020 − 2029
1921 · 
1922 · 
1923 · 
1923–1929 · 
1930 · 
1931–1934 · 
1935 · 
1935–1942 · 
1943 · 
1944 · 1945 · 
1946 · 
1947 · 
1948 · 
1949 · 
1950 · 
1941 · 1942 · 
1953 · 
1954 · 
1955 · 
1956 · 
1957 · 
1958 · 1959 · 
1960 · 
1961 · 1962 · 
1963 · 
1964 · 
1965 · 
1966 · 
1967 · 
1968 · 
1969 · 
1970 · 
1971 · 
1972 · 
1973 · 
1974 · 
1975 · 
1976 · 
1977 · 
1978 · 1979 · 
1980 · 
1981 · 1982 · 
1983 · 
1984 · 
1985 · 
1986 · 
1987 · 
1988 · 
1989 · 
1990 · 
1991 · 
1992 · 
1993 · 1994 · 
1995 · 
1996 · 
1997 · 
1998 · 
1999 · 
2000 · 
2001 · 
2002 · 
2003 · 
2004 · 
2005 · 
2006 · 
2007 · 
2008 · 
2009 · 
2010 · 
2011 · 
2012 · 
2013 · 
2014 ·
2015 ·
2016 ·
2017 ·
2018 ·
2019 ·
2020 ·
2021 ·
2022 ·
2023 ·
2024
Anguilla ·
Antigua en Barbuda ·
Argentinië ·
Armenië ·
Barbados ·
Belize ·
Bermuda ·
Bolivia ·
Brazilië ·
Britse Maagdeneilanden ·
Canada ·
Chili ·
Colombia ·
Costa Rica ·
Cuba ·
Curaçao ·
Dominica ·
Dominicaanse Republiek ·
Ecuador ·
El Salvador ·
Grenada ·
Guyana ·
Haïti ·
Honduras ·
IJsland ·
Iran ·
Israël ·
Jamaica ·
Japan ·
Mexico ·
Nederlandse Antillen ·
Nicaragua ·
Noorwegen ·
Panama ·
Paraguay ·
Peru ·
Polen ·
Puerto Rico ·
Qatar ·
Saint Lucia ·
Saint Vincent en de Grenadines ·
Slowakije ·
Sovjet-Unie ·
Suriname ·
Trinidad en Tobago ·
Uruguay ·
Venezuela ·
Verenigde Staten ·
Zuid-Afrika ·
Zuid-Korea
SVGFF · A-internationals · Vrouwenelftal van Saint Vincent en de Grenadines
Amerikaanse Maagdeneilanden ·
Anguilla ·
Antigua en Barbuda ·
Aruba ·
Bahama's ·
Barbados ·
Belize ·
Bermuda ·
Britse Maagdeneilanden ·
Canada ·
Costa Rica ·
Cuba ·
Curaçao ·
Dominica ·
Dominicaanse Republiek ·
El Salvador · 
Grenada ·
Guatemala ·
Guyana ·
Haïti ·
Honduras ·
Jamaica ·
Kaaimaneilanden ·
Mexico ·
Montserrat ·
Nederlandse Antillen ·
Nicaragua ·
Puerto Rico ·
Saint Kitts en Nevis ·
Saint Lucia ·
Suriname ·
Trinidad en Tobago ·
Turks- en Caicoseilanden ·
Verenigde Staten